# Институт Ламы Цонкапы
Институт Ламы Цонкапы (итал. Istituto Lama Tzong Khapa (ILTK)) — образовательное учреждение и буддийский центр, находящийся под эгидой Фонда поддержания махаянской традиции; одно из крупнейших буддийских учреждений в Европе. Расположен в деревне Помайя (Тоскана, Италия). Назван в честь Цонкапы, основателя тибетской буддийской школы гелуг.

## Образование
Институт был основан в 1977 году основоположниками ФПМТ, ламами Тубтеном Еше и Сопой Ринпоче. В нём проводятся различные курсы по тибетскому буддизму на итальянском, английском и некоторых других европейских языках. Наиболее значительным из них является шестилетняя магистерская программа ФПМТ, разработанная для обучения учителей для этой организации. Первая магистерская программа была запущена в 1998 году и завершилась в 2004 году; её завершило около 30 человек. Второй набор начал обучение в 2008 году и выпустился в 2013 году. Геше Джампа Гьяцо скончался до выпуска этого курса, и место его руководителя занял его младший коллега, геше Тендзин Тенпел. В 2009 году он уступил своё место Кенсуру Ринпоче Джампа Тегчогу. Нынешний курс был набран в 2015 году; однако в настоящее время Институт Ламы Цонкапы уже не является единственным в ФПМТ, осуществляющим магистерскую программу.
Как и многие другие центры ФПМТ, ИЛЦ проводит короткие образовательные курсы, такие как курс ламрима, а также осуществляет стандартные для ФПМТ программы «Открытие буддизма» и «Базовую», требующие несколько лет еженедельных занятий. Кроме этого, ИЛЦ предлагает ряд «альтернативных» курсов по таким предметам, как хатха-йога, цигун, суфизм, астрология, ароматерапия и массаж. При институте также есть служба консультативной психологии.

## Прочая деятельность
ИЛЦ является членом Итальянского буддийского союза с самого начала его функционирования в 1984 году, и до 1992 года, пока его штаб-квартира не открылась в Риме, служил его центром. Институт регулярно проводит конференции «Проекта осознанности», посвящённые налаживанию диалога между буддизмом и консультативной психологией. С 1983 года издаётся бюллетень, ныне — журнал «Сиддхи», выходящий три раза в год. При институте имеется издательство, занимающееся выпуском италоязычной буддийской литературы.

## Сангха
В 1987 году Сонг Ринпоче посвятил в монахи в Помайе пять человек. Их монастырь Тагден Шедруб Линг, построенный в 1980-е годы под патронажем Сопы Ринпоче, стал первым гелугпинским монастырём в Италии. Два монаха из этой группы, Пьерро Черри и Клаудио Чипулло, участвовали в основании ИЛЦ. В 1984 году шестеро монахов и одна монахиня основали культурную организацию «Итальянский международный институт Махаяны». В 1989 году открылся женский монастырь Шенпен Самтен Линг.